# Kajkavščina
Kajkavščina (Kajkavica, Kajkavsko narječje, Kajkavština) je eno od treh glavnih hrvaških narečij, ob štokavščini in čakavščini. Kajkavščina je znotraj hrvaščine najbližji sorodnik slovenskega jezika. 
Približno 1 300 000 Hrvatov govori kajkavščino na Hrvaškem, njeni govorci pa živijo tudi na Madžarskem, v Sloveniji, Avstriji in Romuniji. Kajkavščina vpliva na južnoslovenska narečja, narečja Slovencev v Zagorju in Prekmurju.
Kajkavci si še danes prizadevajo za razvoj narečja in njegovo poučevanje v šolah.

## Zgodovina
Med hrvaščino in slovenščino so se izoblikovale razlike v srednjem veku, ko so Franki anektirali Slovence. Hrvaška pa je prišla na koncu 11. stoletja pod ogrsko gospostvo. S politično mejo se je zaostrila jezikovna meja, toda kajkavsko narečje je še vedno ostalo bližji sorodnik slovenskega jezika. Jezikovna meja je vplivala tudi na ogrske Slovence, kjer se je razvilo specifično prekmurskoslovensko narečje.
Glavno mesto Hrvaške Zagreb leži v kajkavski regiji. Tukaj je bilo središče hrvaškega bana in zagrebškega nadškofa. Drugo najpomembenjše hrvaško središče je bilo Varaždin, prav tako kajkavsko mesto. Ravno zato, ker je bilo tukaj središče, je bila kajkavščina administrativni in knjižni jezik srednjeveške Hrvaške.
Najpomembnejši avtor kajkavskega narečja je bil Nikola Krajačević. Njegove knjige so uporabljali tudi Slovenci na Kranjskem in Štajerskem ter ogrski Slovenci. Med drugim so v stari martjanski pesmarici prepisali kajkavske pesmi od Krajačevića. V srednjem veku je do 18. stoletja zagrebški škof vodil slovenske katoliške župnije pri Muri in mnogo slovenskih (prekmurskih) učiteljev in duhovnikov je študiralo v Zagrebu in Varaždinu. V liturgiji so si ogrski Slovenci sposojali kajkavsko narečje, zato je njegov vpliv čutiti tudi v današnji prekmurščini.
V 19. stoletju se je kajkavski jezik postopno umaknil v ozadje. Čeprav je bil Ljudevit Gaj Kajkavec, je hrvaški knjižni jezik približal štokavščini z namenom, da bi med seboj zlil srbski in hrvaški jezik. Druge hrvaške skupine so v 19. stoletju hotele oblikovati takšen knjižni jezik, kjer bi upoštevali tudi kajkavsko in čakavsko govorico. Ignac Kristijanović je v 19. stoletju hotel obnoviti kajkavsko književnost, vendar ni bil uspešen.
V Krapini obratuje Kajkavski radio, v Varaždinu ima mestna televizija kajkavske programe, Radio Zagreb pa ima program Sljeme v kajkavščini. Kajkavski časopisi delujejo v Čakovcu, Varaždinu in Samoboru.
Prvi, ki je izpostavil da so si južnoslovanski jeziki bližnje sorodni, je bil eden največjih slavistov 19. stoletja, Jernej Kopitar.
Hrvaška se je prvotno imenoval le njen severni in osrednji, torej kajkavski del. Međimurski govor kajkavskega narečja hrvaščine je blizu prekmurskemu in prleškemu narečju slovenščine. V preteklosti se je nekaj časa v Prekmurju kot liturgični jezik uporabljala hrvaščina.

## Kajkavsko besedišče
Kajkavščina ima arhaične značilnosti, tako ima med drugim koherence z vzhodnimi slovanskimi jeziki. Npr.: kajkavski izraz gda v ruščini je когда, slovensko kdaj, prekmursko gda, kda (v knjižni hrvaščini kada.) Besedi kak, tak sta podobni s slovensko kako, tako, dokler prekmurski kak, tak sta enaki z njima.
Prihodnji čas je v knjižni hrvaščini ter čakavščini ću, ćeš, će, medtem ko je v kajkavščini bum, buš, bu, v slovenščini bom, boš, bo. Prekmurščina se kajkavščini približuje ne le z dvoglasnikom ou, temveč tudi s pogosto uporabljenim u izgovorom (dugi, dužnik).
Arhaični kajkavski elementi so v narečjih okrog Zagreba.
| Evanđele po Marku glava 12,1-12 | Evangelij po Marku 12,1-12 |
| --- | --- |
| Začel im je govoriti v prispodobah: “Neki človek je zasadil vinograd, ga obdal z ograju, izkopal stiskalnicu i sezidal stup. Dal ga je v najem vinogradnikem i otputoval. Na določenem času je poslal k vinogradnikem sluge, da bi dobil od njih del rodov z vinograda. Ti pa su ga zgrabili, pretepli i otpravili praznih ruk. Nato je poslal k njim drugega sluge. Ranuli su ga na glavi i ga zasramovali. Poslal je još jednega i su ga vubili. Tak se je dogajalo još mnogim drugim: jedne su pretepli, druge vubili. Imal je još jednega, lubljenega sina. Nazadnje je k njim poslal nega i rekel: ‘Mojega sina buju spoštovali.’ Isti vinogradniki pa su govorili med sebu: ‘On je naslednik. Dajmo, vubijmo ga i nasledstvo bu naše!’ Zgrabili su ga, vubili i hitili z vinograda. Kaj bu onda napravil gospodar vinograda? Prišel bu i vinogradnike pokončal, vinograd pa dal drugim. Niste li čitali tega Pisma: Kamen, koj su ga zidari zavrgli, je postal vugelni kamen. Gospodin je to napravil i čudovito je v naših očih.” I poskušali su ga zgrabiti, pa su se bojali skupine. Spoznali su seveda, da je tu prispodobu rekel proti njim. Pustili su ga onda i očli. | Začel jim je govoriti v prilikah: »Neki človek je zasadil vinograd, ga obdal z ograjo, izkopal stiskalnico in sezidal stolp. Dal ga je v najem viničarjem in odpotoval. Ob določenem času je poslal k viničarjem služabnika, da bi dobil od njih del sadov iz vinograda. Ti pa so ga zgrabili, pretepli in odpravili praznih rok. Nato je poslal k njim drugega služabnika. Ranili so ga na glavi in ga zasramovali. Poslal je še enega in so ga ubili. Takó se je dogajalo še mnogim drugim: ene so pretepli, druge ubili. Imel je še enega, ljubljenega sina. Nazadnje je k njim poslal njega in rekel: ›Mojega sina bodo spoštovali.‹ Tisti viničarji pa so govorili med seboj: ›Ta je dedič. Dajmo, ubijmo ga in dediščina bo naša!‹ Zgrabili so ga, ubili in vrgli iz vinograda. Kaj bo torej storil gospodar vinograda? Prišel bo in viničarje pokončal, vinograd pa dal drugim. Ali niste brali tega Pisma: Kamen, ki so ga zidarji zavrgli, je postal vogalni kamen. Gospod je to naredil in čudovito je v naših očeh.« In poskušali so ga zgrabiti, pa so se zbali množice. Spoznali so seveda, da je to priliko rekel proti njim. Pustili so ga torej in odšli. |

| Slovenščina | Kajkavščina | Medžimursko narečje | Standardna Hrvaščina |
| --- | --- | --- | --- |
| Oče naš, ki si v nebesih, posvečeno bodi tvoje ime, pridi k nam tvoje kraljestvo, zgodi se tvoja volja kakor v nebesih tako na zemlji. Daj nam danes naš vsakdanji kruh in odpusti nam naše dolge, kakor tudi mi odpuščamo svojim dolžnikom, in ne vpelji nas v skušnjavo, temveč reši nas hudega. Amen. | Otec naš, koji jesi v nebesih, sveti se ime tvoje, dojdi kralevstvo tvoje, budi volja tvoja, kak na nebu tak i na zemli. Kruh naš svakdašni daj nam denes i otpusti nam duge naše, kak i mi otpuščamo dužnikom našim, i ne uvedi nas v napast, nek izbavi nas od zla. Amen. | Japa naš kteri si f 'nebesih, nek sesvete ime Tvoje, nek prihaja cesarstvo Tvoje, nek bu volja Tvoja, kakti na nebe tak pa na zemle. Kruhek naš sakdajni nam daj denes ter odpuščaj nam dugi naše, kakti mi odpuščamo dužnikom našim, ter naj nas fpelati vu skušnje, nek nas zbavi od sekih hudobah. Amen. | Oče naš, koji jesi na nebesima, sveti se ime tvoje, dođi kraljevstvo tvoje, budi volja tvoja, kako na nebu tako i na zemlji. Kruh naš svagdanji daj nam danas, i otpusti nam duge naše, kako i mi otpuštamo dužnicima našim, i ne uvedi nas u napast, nego izbavi nas od zla. Amen.” |

## Narečja
1. plješiviško v Prigorju
2. samoborsko
3. zgornjosutlansko
4. bednjansko-zagorsko (najbližji sorodnik mu je štajerskoslovensko narečje in v zagorskoslovenskem narečju je tudi bednjansko-zagorski vpliv)
5. varaždinsko-ludbreško
6. medžimursko (najbližji sorodnik mu je prekmurščina, prleško narečje in vzhodno-štajerskoslovensko narečje)
7. podravsko
8. severnomoslavinsko
9. glogonsko-bilogorsko
10. gornjolonjsko
11. dolnjolonjsko
12. turopoljsko
13. vukomeriško-pokupsko
14. spodnjosutlansko
15. goransko